# Tough 'Duff
Tough 'Duff — студійний альбом американського джазового органіста Джека Макдаффа, випущений у 1960 році лейблом Prestige.

## Опис
Другий альбом органіста Джека Макдаффа в якості соліста записаний за участі тенор-саксофоніста Джиммі Форреста, вібрафоніста Лема Вінчестера (незвичне додавання вібрафону для такої соул-джазової сесії) і ударника Білла Елліота. На Tough 'Duff гурт грає відверто базовий матеріал, включаючи пару оригіналів Макдаффа, «Smooth Sailing» і «Autumn Leaves».

## Список композицій
1. «Smooth Sailing» (Арнетт Кобб) — 6:45
2. «Mean To Me» (Фред Е. Алерт, Рой Терк) — 5:38
3. «Tippin' In» (Боббі Сміт, Марті Саймс) — 5:22
4. «Yeah, Baby» (Джек Макдафф) — 8:52
5. «Autumn Leaves» (Жозеф Косма, Джонні Мерсер, Жак Превер) — 5:12
6. «Tough 'Duff» (Джек Макдафф) — 7:00

## Учасники запису
- Джек Макдафф — орган
- Джиммі Форрест — тенор-саксофон
- Лем Вінчестер — вібрафон
- Білл Елліот — ударні

Технічний персонал
- Руді Ван Гелдер — інженер